# Jiří Smetana
Jiří Smetana (16. prosince 1945 Praha – 24. prosince 2016 Praha) byl český muzikant, skladatel a hudební producent. V Česku je známý především jako autor textu k písni „Slunečný hrob“ od kapely Blue Effect. Od roku 1972 žil ve Francii. V pařížském rockovém klubu Gibus pracoval jako diskžokej, od roku 1979 tam působil jako umělecký ředitel. Na hudební scénu uvedl řadu světových popových hvězd – spolupracoval např. se Stingem a skupinou The Police. Byl také manažerem zpěvačky Věry Bílé a její skupiny Kale. Od roku 2014 trpěl zdravotními problémy – prodělal operaci slinivky, později upadl do kómatu, ve kterém byl 1,5 roku a ze kterého už se neprobudil. Zemřel v nemocnici 24. prosince 2016.